# 新日本橋駅
新日本橋駅（しんにほんばしえき）は、東京都中央区日本橋室町四丁目にある、東日本旅客鉄道（JR東日本）総武本線の駅である。駅番号はJO 20。

## 乗り入れ・接続路線
当駅は総武本線の地下区間に設置されており、運転系統としては総武快速線の列車が停車する。
当駅に乗り入れているのはJR東日本のみであるが、当駅からの連絡通路を経由して、三越前駅に乗り入れる東京地下鉄（東京メトロ）の銀座線と半蔵門線との乗り換えが可能となっている。

## 歴史
- 1972年（昭和47年）7月15日：日本国有鉄道（国鉄）の駅として開業[1]。
- 1987年（昭和62年）4月1日：国鉄分割民営化に伴い、東日本旅客鉄道（JR東日本）の駅となる[1]。
- 2001年（平成13年）11月18日：ICカード「Suica」の利用が可能となる[4]。
- 2010年（平成22年）10月31日：みどりの窓口の営業が終了。
- 2023年（令和5年）3月1日：業務委託化[5][6]。

## 駅構造
島式ホーム1面2線を有する地下駅である。
JR東日本ステーションサービスが駅業務を受託している神田駅管理の業務委託駅である。多機能券売機と指定席券売機が設置されている。このほか、ホームと改札を結ぶエレベーターが設置されている。なお、改札階と地上を結ぶエレベーターはJRの駅構内になく、接続する日本橋室町三井タワー（COREDO室町テラス）内、もしくは三越前駅出入口のエレベーターを利用する形となる。

### のりば
| 番線 | 路線           | 方向 | 行先                                         |
| ---- | -------------- | ---- | -------------------------------------------- |
| 1    | 総武線（快速） | 上り | 東京・品川・横浜・横須賀・久里浜方面         |
| 2    | 総武線（快速） | 下り | 津田沼・千葉・成田空港・上総一ノ宮・君津方面 |

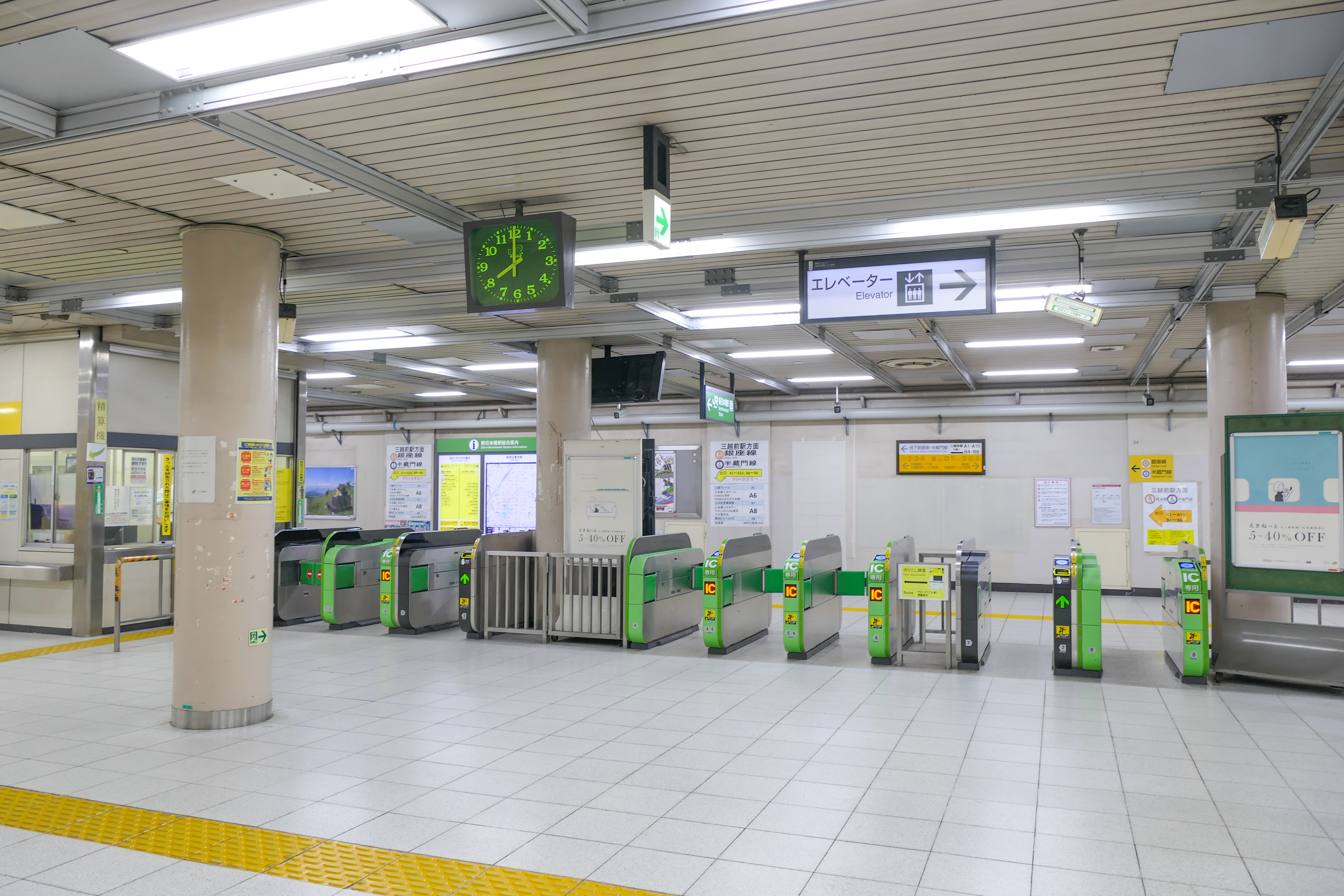
改札口（2022年6月）
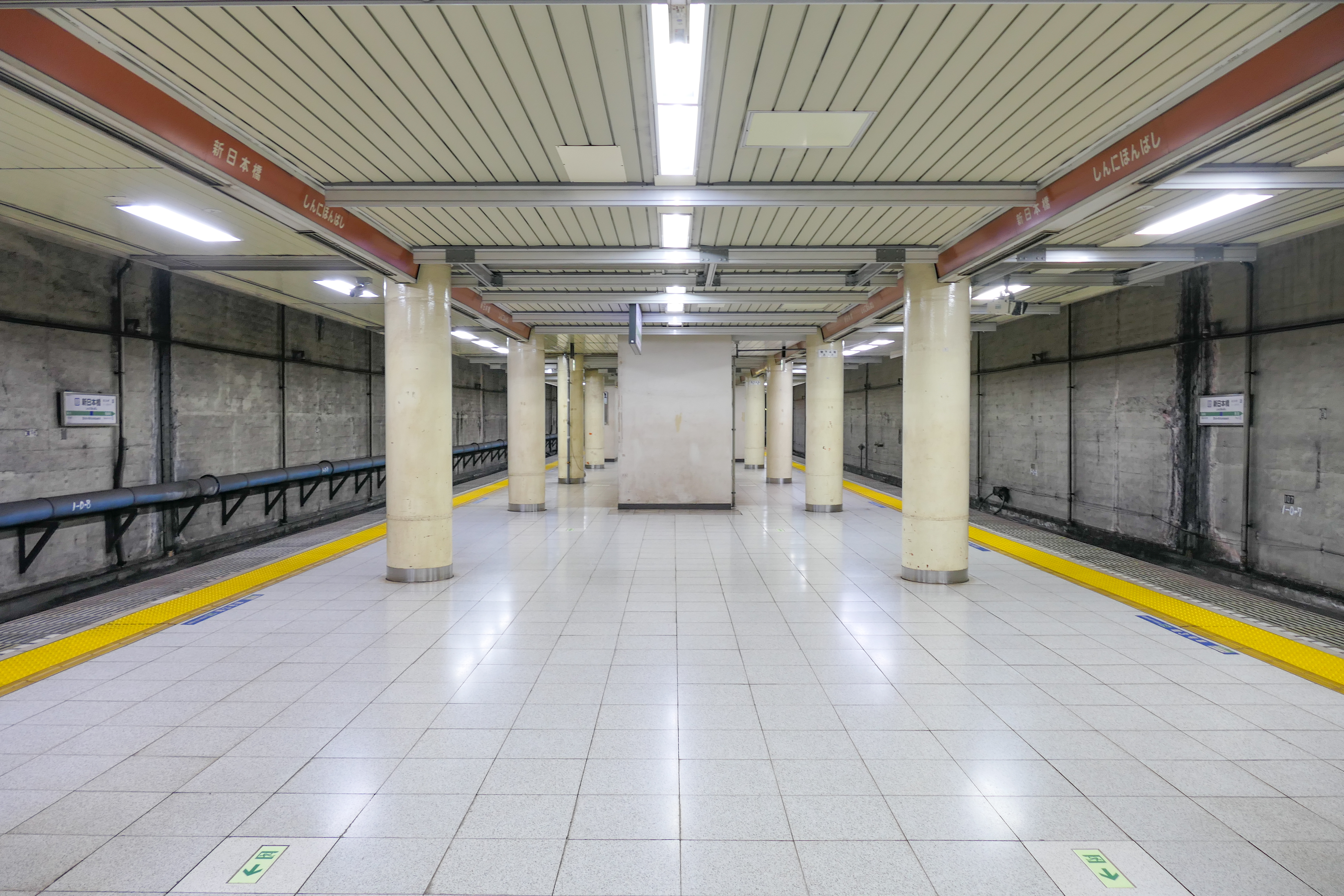
ホーム（2022年6月）

## 利用状況
2023年度（令和5年度）の1日平均乗車人員は17,418人である。総武快速線の駅では最も少ない。
1990年度（平成2年度）以降の推移は以下のとおりである。
| 1日平均乗車人員推移 | 1日平均乗車人員推移 | 1日平均乗車人員推移 | 1日平均乗車人員推移 | 1日平均乗車人員推移 | 1日平均乗車人員推移 | 1日平均乗車人員推移 |
| 年度                | 定期外              | 定期                | 合計                | 出典                | 出典                | 出典                |
| 年度                | 定期外              | 定期                | 合計                | JR                  | 東京都              | 中央区              |
| ------------------- | ------------------- | ------------------- | ------------------- | ------------------- | ------------------- | ------------------- |
| 1990年（平成02年）  |                     |                     | 22,685              |                     | [ 都 1 ]            |                     |
| 1991年（平成03年）  |                     |                     | 22,893              |                     | [ 都 2 ]            |                     |
| 1992年（平成04年）  |                     |                     | 23,030              |                     | [ 都 3 ]            |                     |
| 1993年（平成05年）  |                     |                     | 22,447              |                     | [ 都 4 ]            |                     |
| 1994年（平成06年）  |                     |                     | 21,745              |                     | [ 都 5 ]            |                     |
| 1995年（平成07年）  |                     |                     | 21,219              |                     | [ 都 6 ]            |                     |
| 1996年（平成08年）  |                     |                     | 20,732              |                     | [ 都 7 ]            |                     |
| 1997年（平成09年）  |                     |                     | 20,766              |                     | [ 都 8 ]            |                     |
| 1998年（平成10年）  |                     |                     | 20,644              |                     | [ 都 9 ]            |                     |
| 1999年（平成11年）  |                     |                     | 19,967              |                     | [ 都 10 ]           |                     |
| 2000年（平成12年）  |                     |                     | 19,886              | [ JR 2 ]            | [ 都 11 ]           |                     |
| 2001年（平成13年）  |                     |                     | 19,909              | [ JR 3 ]            | [ 都 12 ]           |                     |
| 2002年（平成14年）  |                     |                     | 19,747              | [ JR 4 ]            | [ 都 13 ]           |                     |
| 2003年（平成15年）  |                     |                     | 18,423              | [ JR 5 ]            | [ 都 14 ]           |                     |
| 2004年（平成16年）  |                     |                     | 18,789              | [ JR 6 ]            | [ 都 15 ]           |                     |
| 2005年（平成17年）  |                     |                     | 18,951              | [ JR 7 ]            | [ 都 16 ]           |                     |
| 2006年（平成18年）  |                     |                     | 19,370              | [ JR 8 ]            | [ 都 17 ]           |                     |
| 2007年（平成19年）  |                     |                     | 19,571              | [ JR 9 ]            | [ 都 18 ]           |                     |
| 2008年（平成20年）  |                     |                     | 19,294              | [ JR 10 ]           | [ 都 19 ]           |                     |
| 2009年（平成21年）  |                     |                     | 18,577              | [ JR 11 ]           | [ 都 20 ]           |                     |
| 2010年（平成22年）  |                     |                     | 18,207              | [ JR 12 ]           | [ 都 21 ]           |                     |
| 2011年（平成23年）  |                     |                     | 18,007              | [ JR 13 ]           | [ 都 22 ]           |                     |
| 2012年（平成24年）  | 4,661               | 13,281              | 17,943              | [ JR 14 ]           | [ 都 23 ]           |                     |
| 2013年（平成25年）  | 4,786               | 13,265              | 18,051              | [ JR 15 ]           | [ 都 24 ]           |                     |
| 2014年（平成26年）  | 5,073               | 12,791              | 17,879              | [ JR 16 ]           | [ 都 25 ]           |                     |
| 2015年（平成27年）  | 5,018               | 12,940              | 17,959              | [ JR 17 ]           | [ 都 26 ]           | [ 中 1 ]            |
| 2016年（平成28年）  | 5,058               | 13,248              | 18,307              | [ JR 18 ]           | [ 都 27 ]           | [ 中 2 ]            |
| 2017年（平成29年）  | 5,137               | 13,655              | 18,792              | [ JR 19 ]           | [ 都 28 ]           | [ 中 3 ]            |
| 2018年（平成30年）  | 5,253               | 14,075              | 19,329              | [ JR 20 ]           | [ 都 29 ]           | [ 中 4 ]            |
| 2019年（令和元年）  | 5,263               | 14,836              | 20,100              | [ JR 21 ]           | [ 都 30 ]           | [ 中 5 ]            |
| 2020年（令和02年）  | 3,438               | 11,929              | 15,368              | [ JR 22 ]           | [ 都 31 ]           | [ 中 6 ] [ 中 7 ]   |
| 2021年（令和03年）  | 4,082               | 10,687              | 14,770              | [ JR 23 ]           | [ 都 32 ]           | [ 中 8 ]            |
| 2022年（令和04年）  | 4,996               | 11,040              | 16,036              | [ JR 24 ]           | [ 都 33 ]           | [ 中 9 ]            |
| 2023年（令和05年）  | 5,544               | 11,874              | 17,418              | [ JR 1 ]            |                     |                     |

## 駅周辺
中央通り（国道17号）を7 - 8分ほど北上すると神田駅（山手線・京浜東北線・中央線・銀座線）に到着する。なお、両駅の連絡運輸は行われていない。
- 国道4号
- 中国銀行 東京支店
- 首都高速1号上野線 本町出入口
- 稲畑産業東京本社
- 長瀬産業東京本社
- TCSグループ本社
- 第一三共本社
- 興和東京支社
- アステラス製薬本社
- 筑邦銀行東京支店
- 十六銀行東京支店

## バス路線
| 運行事業者       | 系統（路線）・行先 |
| 室町三丁目       | 室町三丁目 |
| ---------------- | --- |
| 都営バス         | 東42-1：南千住駅西口・南千住車庫前／東京駅八重洲口                                                                             |
| JR新日本橋駅     | |
| 日の丸自動車興業 | - メトロリンク日本橋：日本橋二丁目・地下鉄宝町駅・東京駅八重洲口方面 - スカイホップバス レッドコース：東京駅丸ノ内三菱ビル方面 |
| 新日本橋駅       | |
| 日立自動車交通   | 江戸バス（中央区コミュニティバス） 北循環：中央区役所                                                                          |
| 日本橋室町一丁目 | |
| 日の丸自動車興業 | - メトロリンク日本橋：日本橋二丁目・地下鉄宝町駅・東京駅八重洲口方面 - メトロリンク日本橋Eライン：地下鉄水天宮前駅方面         |

## 隣の駅
東日本旅客鉄道（JR東日本）
 総武線（快速）
東京駅 (JO 19) - 新日本橋駅 (JO 20) - 馬喰町駅 (JO 21)

### 記事本文

### 利用状況
JR東日本
1. 1 2  “各駅の乗車人員（2023年度）”.   東日本旅客鉄道. 2024年12月15日閲覧。
2. ↑  “各駅の乗車人員（2000年度）”.   東日本旅客鉄道. 2024年12月15日閲覧。
3. ↑  “各駅の乗車人員（2001年度）”.   東日本旅客鉄道. 2024年12月15日閲覧。
4. ↑  “各駅の乗車人員（2002年度）”.   東日本旅客鉄道. 2024年12月15日閲覧。
5. ↑  “各駅の乗車人員（2003年度）”.   東日本旅客鉄道. 2024年12月15日閲覧。
6. ↑  “各駅の乗車人員（2004年度）”.   東日本旅客鉄道. 2024年12月15日閲覧。
7. ↑  “各駅の乗車人員（2005年度）”.   東日本旅客鉄道. 2024年12月15日閲覧。
8. ↑  “各駅の乗車人員（2006年度）”.   東日本旅客鉄道. 2024年12月15日閲覧。
9. ↑  “各駅の乗車人員（2007年度）”.   東日本旅客鉄道. 2024年12月15日閲覧。
10. ↑  “各駅の乗車人員（2008年度）”.   東日本旅客鉄道. 2024年12月15日閲覧。
11. ↑  “各駅の乗車人員（2009年度）”.   東日本旅客鉄道. 2024年12月15日閲覧。
12. ↑  “各駅の乗車人員（2010年度）”.   東日本旅客鉄道. 2024年12月15日閲覧。
13. ↑  “各駅の乗車人員（2011年度）”.   東日本旅客鉄道. 2024年12月15日閲覧。
14. ↑  “各駅の乗車人員（2012年度）”.   東日本旅客鉄道. 2024年12月15日閲覧。
15. ↑  “各駅の乗車人員（2013年度）”.   東日本旅客鉄道. 2024年12月15日閲覧。
16. ↑  “各駅の乗車人員（2014年度）”.   東日本旅客鉄道. 2024年12月15日閲覧。
17. ↑  “各駅の乗車人員（2015年度）”.   東日本旅客鉄道. 2024年12月15日閲覧。
18. ↑  “各駅の乗車人員（2016年度）”.   東日本旅客鉄道. 2024年12月15日閲覧。
19. ↑  “各駅の乗車人員（2017年度）”.   東日本旅客鉄道. 2024年12月15日閲覧。
20. ↑  “各駅の乗車人員（2018年度）”.   東日本旅客鉄道. 2024年12月15日閲覧。
21. ↑  “各駅の乗車人員（2019年度）”.   東日本旅客鉄道. 2024年12月15日閲覧。
22. ↑  “各駅の乗車人員（2020年度）”.   東日本旅客鉄道. 2024年12月15日閲覧。
23. ↑  “各駅の乗車人員（2021年度）”.   東日本旅客鉄道. 2024年12月15日閲覧。
24. ↑  “各駅の乗車人員（2022年度）”.   東日本旅客鉄道. 2024年12月15日閲覧。

東京都統計年鑑
1. ↑  「98 JRの駅別乗車人員」『東京都統計年鑑 平成2年』（PDF）（レポート）東京都、221頁。2024年11月27日閲覧。 ※東京都統計データアーカイブより、調査名と対象年を手動選択。
2. ↑  「105 JRの駅別乗車人員」『東京都統計年鑑 平成3年』（PDF）（レポート）東京都、227頁。2024年11月27日閲覧。 ※東京都統計データアーカイブより、調査名と対象年を手動選択。
3. ↑  「101 JRの駅別乗車人員」『東京都統計年鑑 平成4年』（PDF）（レポート）東京都、220頁。2024年11月27日閲覧。 ※東京都統計データアーカイブより、調査名と対象年を手動選択。
4. ↑  「101 JRの駅別乗車人員」『東京都統計年鑑 平成5年』（PDF）（レポート）東京都、221頁。2024年11月27日閲覧。 ※東京都統計データアーカイブより、調査名と対象年を手動選択。
5. ↑  「104 JRの駅別乗車人員」『東京都統計年鑑 平成6年』（PDF）（レポート）東京都、217頁。2024年11月27日閲覧。 ※東京都統計データアーカイブより、調査名と対象年を手動選択。
6. ↑  「114 JRの駅別乗車人員」『東京都統計年鑑 平成7年』（PDF）（レポート）東京都、235頁。2024年11月27日閲覧。 ※東京都統計データアーカイブより、調査名と対象年を手動選択。
7. ↑  「114 JRの駅別乗車人員」『東京都統計年鑑 平成8年』（PDF）（レポート）東京都、234頁。2024年11月27日閲覧。 ※東京都統計データアーカイブより、調査名と対象年を手動選択。
8. ↑  「114 JRの駅別乗車人員」『東京都統計年鑑 平成9年』（xls）（レポート）東京都。2024年11月27日閲覧。 ※東京都統計データアーカイブより、調査名と対象年を手動選択。
9. ↑  「114 JRの駅別乗車人員」『東京都統計年鑑 平成10年』（PDF）（レポート）東京都、235頁。2024年11月27日閲覧。 ※東京都統計データアーカイブより、調査名と対象年を手動選択。
10. ↑  「114 JRの駅別乗車人員」『東京都統計年鑑 平成11年』（PDF）（レポート）東京都、235頁。2024年11月27日閲覧。 ※東京都統計データアーカイブより、調査名と対象年を手動選択。
11. ↑  「113 JRの駅別乗車人員（平成8～12年度）」『東京都統計年鑑 平成12年』（xls）（レポート）東京都。2024年11月27日閲覧。
12. ↑  「113 JRの駅別乗車人員」『東京都統計年鑑 平成13年』（xls）（レポート）東京都。2024年11月27日閲覧。
13. ↑  「113 JRの駅別乗車人員」『東京都統計年鑑 平成14年』（xls）（レポート）東京都。2024年11月27日閲覧。
14. ↑  「113 JRの駅別乗車人員」『東京都統計年鑑 平成15年』（xls）（レポート）東京都。2024年11月27日閲覧。
15. ↑  「113 JRの駅別乗車人員」『東京都統計年鑑 平成16年』（xls）（レポート）東京都。2024年11月27日閲覧。
16. ↑  「115 JRの駅別乗車人員」『東京都統計年鑑 平成17年』（xls）（レポート）東京都。2024年11月27日閲覧。
17. ↑  「9-8 JRの駅別乗車人員」『東京都統計年鑑 平成18年』（xls）（レポート）東京都。2024年11月27日閲覧。
18. ↑  「9-8 JRの駅別乗車人員」『東京都統計年鑑 平成19年』（xls）（レポート）東京都。2024年11月27日閲覧。
19. ↑  「9-8 JRの駅別乗車人員」『東京都統計年鑑 平成20年』（xls）（レポート）東京都。2024年11月27日閲覧。
20. ↑  「4-8 JRの駅別乗車人員」『東京都統計年鑑 平成21年』（xls）（レポート）東京都。2024年11月27日閲覧。
21. ↑  「4-8 JRの駅別乗車人員」『東京都統計年鑑 平成22年』（xls）（レポート）東京都。2024年11月27日閲覧。
22. ↑  「4-8 JRの駅別乗車人員」『東京都統計年鑑 平成23年』（xls）（レポート）東京都。2024年11月27日閲覧。
23. ↑  「4-8 JRの駅別乗車人員」『東京都統計年鑑 平成24年』（xls）（レポート）東京都。2024年11月27日閲覧。
24. ↑  「4-8 JRの駅別乗車人員」『東京都統計年鑑 平成25年』（xls）（レポート）東京都。2024年11月27日閲覧。
25. ↑  「4-8 JRの駅別乗車人員」『東京都統計年鑑 平成26年』（xls）（レポート）東京都。2024年11月27日閲覧。
26. ↑  「4-8 JRの駅別乗車人員」『東京都統計年鑑 平成27年』（xls）（レポート）東京都。2024年11月27日閲覧。
27. ↑  「4-8 JRの駅別乗車人員」『東京都統計年鑑 平成28年』（xls）（レポート）東京都。2024年11月27日閲覧。
28. ↑  「4-8 JRの駅別乗車人員」『東京都統計年鑑 平成29年』（xls）（レポート）東京都。2024年11月27日閲覧。
29. ↑  「4-8 JRの駅別乗車人員」『東京都統計年鑑 平成30年』（xls）（レポート）東京都。2024年11月27日閲覧。
30. ↑  「4-8 JRの駅別乗車人員」『東京都統計年鑑 平成31年・令和元年』（xls）（レポート）東京都。2024年11月27日閲覧。
31. ↑  「4-8 JRの駅別乗車人員」『東京都統計年鑑 令和2年』（xls）（レポート）東京都。2024年11月27日閲覧。
32. ↑  「4-8 JRの駅別乗車人員」『東京都統計年鑑 令和3年』（xls）（レポート）東京都。2024年11月27日閲覧。
33. ↑  「4-8 JRの駅別乗車人員」『東京都統計年鑑 令和4年』（xls）（レポート）東京都。2024年11月27日閲覧。

中央区ポケット案内
1. ↑  『平成28年版中央区ポケット案内』（PDF）中央区、2016年7月、23頁。2024年12月8日閲覧。
2. ↑  『平成29年版中央区ポケット案内』（PDF）中央区、2017年7月、23頁。2024年12月8日閲覧。
3. ↑  『平成30年版中央区ポケット案内』（PDF）中央区、2018年7月、23頁。2024年12月8日閲覧。
4. ↑  『令和元年版中央区ポケット案内』（PDF）中央区、2019年7月、23頁。2024年12月8日閲覧。
5. ↑  『令和2年版中央区ポケット案内』（PDF）中央区、2020年7月、24頁。2024年12月8日閲覧。
6. ↑  『令和3年版中央区ポケット案内』（PDF）中央区、2021年7月、24頁。2024年12月8日閲覧。
7. ↑  『令和4年版中央区ポケット案内』（PDF）中央区、2022年7月、24頁。2024年12月8日閲覧。
8. ↑  『令和5年版中央区ポケット案内』（PDF）中央区、2023年7月、24頁。2024年12月8日閲覧。
9. ↑  『令和6年版中央区ポケット案内』（PDF）中央区、2024年7月、24頁。2024年12月8日閲覧。